# Review of Financial Studies
Review of Financial Studies ist eine monatlich erscheinende wissenschaftliche Fachzeitschrift für Forschung auf dem Gebiet der Finanzwissenschaft. Derzeitiger Chefredakteur ist seit Juli 2014 Andrew G. Karolyi.

## Hintergrund
Nach Diskussionen über ein angemessenes Publikationsorgan für Forschungsarbeiten im Bereich der Finanzwissenschaft initiierten Michael J. Brennan, George Constantinides, Jonathan E. Ingersoll, Chester Spatt und Joseph T. Williams 1986 die Gründung einer neuen Zeitschrift. Hierzu wurde im folgenden Jahr die Society for Financial Studies als Non-Profit-Organisation gegründet, die die Herausgeberschaft der Zeitschrift übernahm und Oxford University Press als Verlagshaus gewann. Brennan wurde erster Chefredakteur der Zeitschrift, deren erste Ausgabe 1988 erschien.

## Frühere Chefredakteure
Die folgenden Ökonomen leiteten das Review of Financial Studies als Chefredakteure:
| - 1988–1990: Michael J. Brennan - 1991–1994: Chester Spatt - 1994–1997: Franklin Allen - 1997–2000: Ravi Jagannathan | - 2000–2005: Maureen O’Hara - 2005–2011: Matthew Spiegel - 2011–2014: David Hirshleifer - seit 2014: Andrew G. Karolyi |

## Rezeption
Die Zeitschrift, die sowohl theoretische als auch empirische Arbeiten veröffentlicht, avancierte in den folgenden Jahren zu einem der bedeutendsten Publikationsorgane im Bereich der Forschung im finanzwissenschaftlichen Bereich. 2010 erklomm sie erstmals den ersten Rang im Journal Citation Reports der Datenbank Science Citation Index für die Kategorie
Business/Finance. Das Zeitschriften-Ranking VHB-JOURQUAL 2.1 (2011) stuft die Zeitschrift in die beste Kategorie A+ ein.
Eine weitere Studie der französischen Ökonomen Pierre-Phillippe Combes und Laurent Linnemer listet das Journal mit Rang 21 von 600 wirtschaftswissenschaftlichen Zeitschriften in die drittbeste Kategorie A ein.

## Michael-Brennan-Award
Jährlich vergibt die Zeitschrift in Zusammenarbeit mit der Vermögensverwaltungsgesellschaft BlackRock einen Preis für den besten Beitrag innerhalb eines Jahres. Der Titelträger wird vom Herausgeberboard bestimmt und erhält 20.000 US-Dollar Preisgeld. Vormals wurde das Preisgeld von Barclays Global Investors gestiftet.